# Michał Szwykowski
Michał Szwykowski herbu Ogończyk – pisarz skarbowy litewski w latach 1782-1784, pisarz grodzki słonimski w 1758 roku.
Poseł na sejm 1782 roku z powiatu słonimskiego.